# Харрис, Аллан
Аллан Харрис (англ. Allan Harris; род. 28 декабря 1942 года в Лондоне, Англия) — футболист и тренер, защитник, игравший за такие клубы как «Челси», «Ковентри Сити» и «Куинз Парк Рейнджерс». Его брат, Рон, также был профессиональным футболистом.

## Карьера игрока
Харрис начал футбольную карьеру в «Челси». С 1960 по 1964 год отыграл 70 матчей в чемпионате лиги за «синих». После перешёл «Ковентри Сити», где провёл два года, прежде чем вернуться в стан «аристократов». В 1967 году вышел в стартовом составе на финал Кубка, в котором его команда проиграла «Тоттенхэм Хотспур».
В сезоне 1967/1968 дебютировал в «Куинз Парк Рейнджерс» в матче против «Портсмута». В том же сезоне, помог команде заработать повышение в классе.
В 1971 Харрис присоединился к «Плимут Аргайл», отыграл 64 матча, после чего перешёл в «Кембридж Юнайтед». Следующий сезон провёл полупрофессиональном клубе «Хайес» в качестве играющего тренера. В феврале 1976 года вместе с Терри Венейблсом подписал контракт до конца сезона с "Сент-Патрикс Атлетик".

## Карьера тренера
По окончании игровой карьеры Харрис работал в тренерском штабе Венейблса в «Кристал Пэлас» и «Куинз Парк Рейнджерс». С последними достигал финала кубка Англии 1982 и зарабатывал повышение в классе в сезоне 1982/83. Позже работал с тем же тренерским штабом в «Барселоне», где выигрывал Примеру 1984/85 и достигал финала Кубка европейских чемпионов 1986 года). С 1993 по 1995 в качестве главного тренера работал в каирском клубе «Аль-Ахли», которых дважды, в сезонах 1993/94 и 1994/95, приводил к победе в чемпионатах страны.
В период с 2000 по 2004 год тренировал сборную команду Малайзии.
Аллан Харрис скончался 23 ноября 2017 года в возрасте 74 лет.

## Достижения

### В качестве тренера
Чемпионат Египта по футболу:  1993/94, 1994/95